# Walker River
Walker River är ett vattendrag i Australien. Det ligger i territoriet Northern Territory, omkring 550 kilometer öster om territoriets huvudstad Darwin.
I omgivningarna runt Walker River växer huvudsakligen savannskog. Genomsnittlig årsnederbörd är 1 113 millimeter. Den regnigaste månaden är mars, med i genomsnitt 321 mm nederbörd, och den torraste är augusti, med 1 mm nederbörd.